# The Butcher
The Butcher è un film del 2009 diretto da Jesse V. Johnson.

## Trama
Merle Hench, ex pugile, lavora da più di vent'anni come scagnozzo del gangster Murdoch, capo di un gruppo mafioso di San Fernando. Merle passa le sue giornate a spaccare teste e a riscuotere debiti, sempre freddo e calmo, fino a quando non si prende la colpa scagionando il suo capo.
Essendo sopravvissuto a tutte le prove, Hench si guadagna il suo soprannome, "The Butcher" (il macellaio), in una missione di vendetta.